# デジャヴュ (森園みるくの漫画)
『DÉJÀ VU デジャヴュ』は、森園みるくによる日本の漫画作品。

## 概要
祥伝社の雑誌『FEEL YOUNG』において、1989年から1990年まで連載された。1990年3月に特集 特別号が発売された。
「失楽園」「堕天使」「救世主」の3部から成る作品。
2020年代には、Webコミックサイトで購読・レンタル読みが出来るようになり、レディースコミックとして再度人気が出てきた。

## 書誌情報
森園みるく 『デジャヴュ』 祥伝社〈FEELコミックス〉、全1巻
- 1巻、1990年12月7日発行、ISBN 978-4-39-676018-2